# بنجامين إيفانغليستا
بنجامين إيفانغليستا هو دراج فلبيني، ولد في 29 مارس 1949 في مدينة كيزون في الفلبين.

## وصلات خارجية
- بنجامين إيفانغليستا على موقع أوليمبيديا (الإنجليزية)